# Hydraecia medialis
Hydraecia medialis là một loài bướm đêm trong họ Noctuidae.

## Hình ảnh

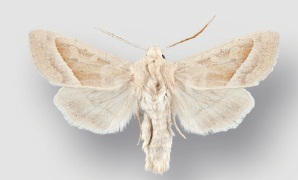